# Кирхбах, Вольфганг
Вольфганг Кирхбах (нем. Wolfgang Kirchbach; 18 сентября 1857, Лондон — 8 сентября 1906) — немецкий писатель. Причисляется к Фридрихсгагенскому кружку.
Сын художника Эрнста Кирхбаха, вынужденного покинуть родную Саксонию после Революции 1848—1849 годов. 
Обратил на себя внимание романами Salvator Rosa (1880) и Kinder des Reichs (1883), в которых поражает смесь трезвого реализма с мечтательностью. В его сочинении Ausgewählte Gedichte (1883) отразилось брожение умов его времени; и здесь простота и задушевность темы и формы чередуются с неестественной деланностью. Остроумны, но мало сценичны драмы и комедия Кирхбаха: Waiblinger (1886), Der Menschenkenner (1888), Die letzten Menschen" (1889) и Warum Frauen die Männer lieben (1892).
В 1904 году женился на писательнице Марии Луизе Беккер. Похоронен на Лихтерфельдском кладбище в Берлине.